# Oleksij Cybko
Oleksij Oleksandrovyč Cybko (in ucraino Олексій Олександрович Цибко?; in russo Алексей Александрович Цыбко?, Aleksej Aleksandrovič Cybko; Smila, 19 marzo 1967 – Buča, 31 marzo 2022) è stato un rugbista a 15, dirigente sportivo e politico ucraino.

## Biografia
Giocò a rugby union ad alto livello. Fu sette volte campione ucraino a livello di club. Giocò anche per il Lipsia in Germania.
Venne convocato in nazionale per la prima volta nel 1991. Da allora disputò 40 parite ed divenne anche capitano.
Dopo il ritiro dall'attività agonistica, ricoprì la carica di presidente della Federazione ucraina di rugby dal 2003 al 2005.
Dall'ottobre 2015 al marzo 2017 fu sindaco di Smila, sua città natale.
Venne arruolato nell'esercito in seguito all'invasione russa dell'Ucraina. Morì all'età di 55 anni il 31 marzo 2022 nei pressi di Buča, durante la battaglia per il controllo della città.
Le sue spoglie furono sepolte il 6 aprile 2022 nel Cimitero Bajkove di Kiev.